# Kis Klára
Kis Klára (Budapest, 1948. július 3. –) Balázs Béla-díjas (2004) filmrendező.

## Életpályája
Egyetemi tanulmányait az ELTE BTK néprajz–művészettörténet szakán kezdte. 1971–1975 között a Színház- és Filmművészeti Főiskola film- és televíziórendező szakán tanult.
Kultúrtörténeti, pszichológiai, természettudományi és néprajzi témájú tudományos ismeretterjesztő és dokumentumfilmeket ír és rendez.

## Filmjeiből
- Találkozás (1975)
- Minden nap ünnepnap (1976)
- Virágból szőtt élet (1977)
- Figyelj rám (1977)
- Testvérek (1978)
- Görögország fénykora, Róma fénykora (1980)
- Mézesbáb (1987)
- Tűztánc (1993)
- Pista bácsi (1996)
- Iskola a Szent Márton hegyen (1996)
- Egy ezredév a bencésekkel (1996)
- Rebellis iskola (1996)
- A ciszterciek 900 éve (1997)
- A fogadós (1998)
- Homo faber (1999-2007)

## Szereplőként
- Párhuzamos életrajzok (2011), rendezte Jeles András